# Axel Ljung
Harald Axel Fredrik Ljung (ur. 31 marca 1884 w Sztokholmie, zm. 5 lutego 1938 tamże) – szwedzki gimnastyk, członek szwedzkiej drużyny olimpijskiej w 1908 roku.
Zdobył dwa srebrne medale na Mistrzostwach Szwecji w biegu na 110 metrów przez płotki w latach 1905 i 1908. Wywalczył również dwa złote i dwa srebrne medale w sztafecie 4 × 100 metrów w latach 1905, 1906, 1908 i 1912. W 1908 roku zdobył złoty medal olimpijski na Letnich Igrzyskach Olimpijskich w Londynie w zawodach drużynowych z gimnastyki.